# Jean René Constant Quoy

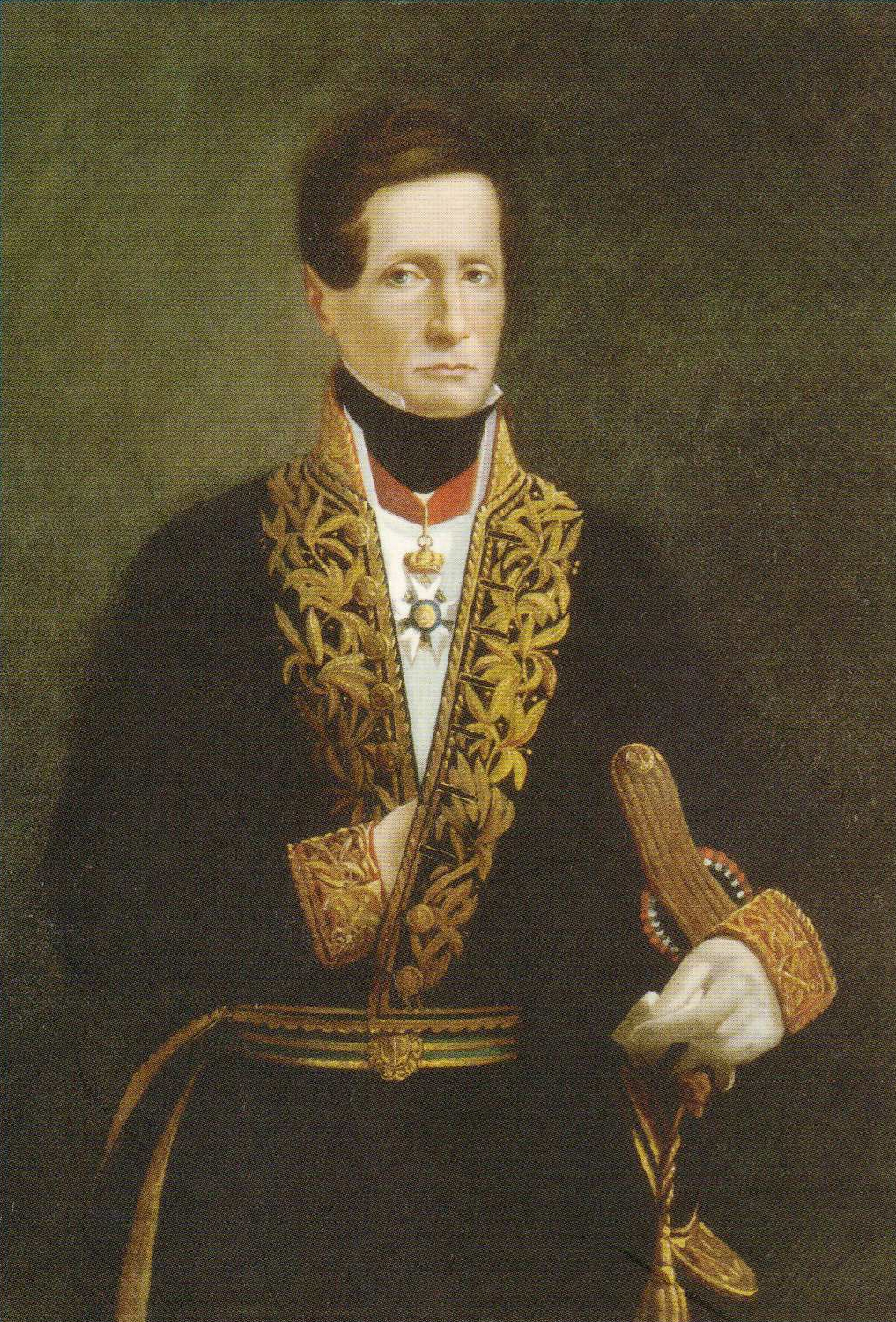

Jean René Constant Quoy, född 10 november 1790 i Maillé, död 4 juli 1869 i Rochefort, var en fransk zoolog.

## Biografi
Quoy, som tillhörde en släkt av läkare, påbörjade studier vid marinens medicinska skola i Rochefort 1806. Året därpå mönstrade han som tredje klassens läkare på korvetten Le Département des Landes och 1810 på Jemmapes. År 1814 blev han medicine doktor i Montpellier med avhandlingen Epistola dominae G. de nonnulis pavoris effectibus och var ett år senare åter vid skolan i Rochefort.
Som naturforskare och fartygsläkare medföljde han tillsammans med Joseph Paul Gaimard korvetten L'Uranie på en världsomsegling under befäl av Louis Claude de Saulces de Freycinet i den 17 september 1817. L'Uranie förlorades utanför Falklandsöarna den 14 februari 1820 och seglatsen fick därför avslutas med det tidigare amerikanska fartyget La Physicienne i november 1820. Quoy återvände då till Rochefort, där han blev första klassens läkare 1821 och professor i anatomi 1824. 
En andra världsomsegling påbörjades den 25 april 1826 på korvetten L'Astrolabe med Jules Dumont d'Urville som befälhavare, återigen tillsammans med Gaimard. Under denna seglats, som pågick till 1829, upptäckte Quoy och Gaimard den nu utdöda skinken (jätteödlan) på Tonga Tachygia microlepis  (Duméril & Bibron, 1839).
Quoy blev 1830 korresponderande medlem av franska Vetenskapsakademien. Han utnämndes 1835 till chefsläkare vid marinsjukhuset i Toulon och blev förflyttad till Brest 1838.
Han blev riddare av Hederslegionen 1825, officer 1848 och kommendör 1852.
Bland andra följande arter har namngivits efter Quoy:
- svart slaktarfågel (Cracticus quoyi)  (Lesson & Garnot, 1827)
- långfenad grouper (Epinephelus quoyanus)  (Valenciennes, 1830)
- Galapagostjurhuvudhaj (Heterodontus quoyi)  (Fréminville, 1840)
- purpursnäckan Paratrophon quoyi  (Reeve, 1846), snäckan Atlanta quoyii  Gray, 1850  och ledsnäckan Ischnochiton quoyanus  Thiele, 1910